# Josep Maluquer i Nicolau
Josep Maluquer i Nicolau (Barcelona, 7 de març de 1883 - Barcelona, 30 de maig de 1960) fou un enginyer i naturalista català. Era fill de Joan Maluquer i Viladot, germà de Joaquim i Salvador Maluquer i Nicolau i pare de Joan i Anna Maria Maluquer i Wahl.
Especialista en oceanografia i malacologia, era membre fundador de la Institució Catalana d'Història Natural, que va presidir de 1951 a 1960. Va formar part de la Junta Municipal de Ciències Naturals que va convertir l'edifici del Castell dels Tres Dragons en un museu de ciències naturals, anomenat Museu Catalunya a partir de 1917 i Museu de Zoologia de Barcelona del 1920 al 2010.
Va publicar diverses obres com Contribució a la fauna malacològica de Catalunya (1906-12), Zur Frage der Teerverwertung ("Sobre la qüestió de l'aprofitament del quitrà", 1909), Amfineures de Catalunya (1915), Oceanografia (1916), Notes per a l'estudi dels solenogàsters de Catalunya (1917), Piscicultura (1919). Al 1918, juntament amb els seus germans Joaquim i Salvador va publicar la revista Physis.
El 1931 fou director general de CAMPSA (1931) i director general d'Indústria a la zona republicana durant la Guerra Civil.
La seva biblioteca es va cedir al Museu de Zoologia de Barcelona.